# Abell 262

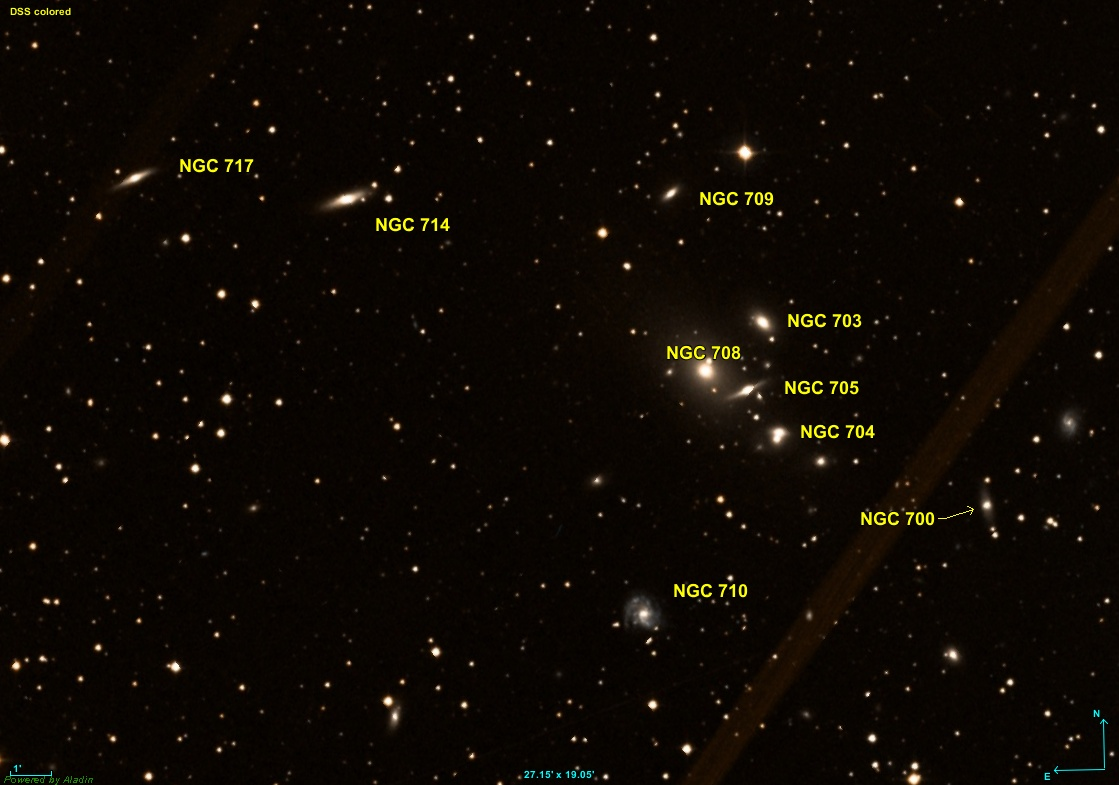
Abell262銀河群

Abell 262 (A262)は、宇宙で最大の既知の構造の1つであるペルセウス座・うお座超銀河団にある銀河団。その中央の銀河はCD銀河の NGC 708。属する銀河の数は約200で、比較的小さな銀河団である。